# Assetto Corsa Competizione
Assetto Corsa Competizione is een computerspel van Kunos Simulazioni. Het is het tweede spel in een serie.
Het spel is opgebouwd rond de GT3-seizoenen van Blancpain GT Series in 2018 en 2019. De Sprint en Endurance Cups en de 24 uur van Spa-Francorchamps komen in het spel terug. Later zijn nog circuits van seizoen 2020 toegevoegd.

## Gameplay
In de racesimulator kunnen spelers tegen de AI offline racen, of online tegen andere spelers. Het spel kan bediend worden met een game controller, of met een race-stuur. Het spel kan overdag of 's nachts racen, en het weer is dynamisch.

### Ontvangst in de media
Voor de media werd Assetto Corsa Competizione in 2020 vooral vergeleken met de pc-versie die al in 2018 uitkwam. De voornaamste kritiek was vooral op de lage framerates van 30 fps op de Xbox en PS4, en deels ook op de PS4-pro.

### Circuits
- Spa–Francorchamps
- Zolder
- Zandvoort
- Silverstone
- Barcelona
- Laguna Seca
- Brands hatch

in de intercontinental GT pack DLC
- Laguna Seca
- Suzuka
- Kyalami
- Bathurst